# Samuel Holland
Samuel Johannes Holland (Deventer, Países Baixos, 1728 – Quebec, 28 de dezembro de 1801) foi um engenheiro e General do éxercito britânico.
Após a França ceder para a Grã-Bretanha a Ilha do Príncipe Eduardo no Tratado de Paris de 1763, foi confiada a Holland a tarefa de explorar e avaliar este território. Holland teve papel importante na formação e organização do Canadá.